# Joseph d'Exeter
Joseph d'Exeter est un poète du XIIe siècle originaire d'Exeter, en Angleterre. Il est le neveu de Baudouin de Ford, archevêque de Cantorbéry.

## Œuvres
Joseph d'Exeter est l'auteur de deux épopées en latin : une Iliade inspirée de Darès le Phrygien et une épopée chrétienne, l’Antiocheis. Le texte complet de la première nous est parvenu, tandis que  l’Antiocheis n'est connu qu'à l'état de fragments.
Vers 1180, Joseph d'Exeter compose une Iliade en latin, dont le titre complet est Phrygii Daretis Yliadis libri sex, c'est-à-dire L'Iliade de Darès le Phrygien en six livres : c'est une épopée qui relate la guerre de Troie. Elle se compose d'environ 3700 hexamètres. Comme l'indique son titre complet, cette épopée ne s'inspire pas de l’Iliade d'Homère mais principalement de Darès le Phrygien, auteur supposé d'un poème latin, l’Histoire de la destruction de Troie (De excidio Trojae historia), composé vers la fin de l'Antiquité. Contrairement à son modèle, dont le style est très simple, Joseph d'Exeter adopte un style obscur et multiplie les allusions érudites. Outre Darès le Phrygien, il se réfère à des auteurs latins tels que Virgile, Ovide et Stace, ainsi qu'aux Écritures. La visée de son poème est essentiellement morale, et les modifications qu'il apporte au mythe donnent une vision pessimiste de l'humanité.
L'autre épopée de Joseph d'Exeter, l’Antiocheis, est une épopée chrétienne consacrée à la croisade. Seuls quelques fragments en sont connus.

### Éditions
- (la) Joseph d'Exeter (éd. Ludwig Gompf), Werke und Briefe. Herausgegeben von Ludwig Gompf, Leiden et Cologne, Brill, 1970.
- (la + fr) Joseph d'Exeter (trad. et notes s. dir. Francine Mora, intr. Jean-Yves Tilliette), L'Iliade. Épopée du XIIe siècle sur la Guerre de Troie, Turnhouts, Brepols, 2003  (ISBN 9782503512037).

### Études savantes
- Jean-Yves Tilliette (de), « Insula me genuit. L'influence de l’Énéide sur l'épopée latine du XIIe siècle », dans Lectures médiévales de Virgile. Actes du colloque de Rome (25-28 octobre 1982), Publications de l'École française de Rome, 1985, p. 121-142 [lire en ligne].